# 참을 수 없는 존재의 가벼움
《참을 수 없는 존재의 가벼움》(체코어: Nesnesitelná lehkost bytí)은 프랑스로 망명한 체코 출신의 작가인 밀란 쿤데라가 1984년에 발표한 소설이다.
아버지가 없이 자란 의사 토마시(Tomáš), 토마시의 아내이자 사진작가인 테레자(Tereza), 예술가이자 토마시의 불륜상대인 사비나(Sabina), 사비나의 또 다른 연인인 프란츠(Franz)를 주인공으로 하며 1968년 프라하의 봄을 배경으로 한 소설이다. 이 소설은 1982년부터 쓰여졌지만 쿤데라는 2년 후에 프랑스어로 먼저 출판하였으며 1985년에 체코어로 출판하였다. 1988년에는 영화 《프라하의 봄》으로 제작된 바 있다.

## 주요 인물

### 토마시
체코 태생의 외과의사이며 지식인이다.  그는 바람둥이로 인간의 성행위와 사랑을 두 개의 다른 독립체로 생각한다.  그는 많은 여성과 성관계를 갖지만, 오직 그의 부인인 테레자 만을 사랑한다.  그 둘 사이의 관계는 적대적이지 않다.  그는 성행위 때에만 생기는 여성의 특이점을 발견하고자 바람을 피운다.  초기에는 그의 아내를 보호해야 할 부담스런 대상으로 생각하였다.  바르샤바 조약군의 체코슬로바키아 침공이후에 그 부부는 취리히로 도피하였고, 그는 바람둥이 행위를 하였다.  향수병에 걸린 테레자는 그녀의 개와 같이 프라하로 돌아간다.  그는 즉시 그녀와 함께 하고 싶어서 그 녀를 쫒아 고국으로 돌아간다.  결국, 그들은 공산주의 체제에 싫증을 느껴 외곽으로 이사를 한다.  그는 일에 대한 집착과 바람둥이 행위를 단념하고 테레자와 진정한 행복을 발견하게 된다.  그의 묘비에는 "그는 이 땅 위에 하나님의 나라를 원했다" 라고 적혀 있다.

### 테레자
토마시의 젊은 부인이다.  부드럽고, 지적인 사진작가로 소련군이 프라하를 점령했을 때 용감한 사진 작가로 활동하였다.  그녀는 토마시가 바람을 피우는 것에 대하여 지적하기 보다는 그 녀 자신을 나약한 자로 특정짓는다.  그녀는 그 녀의 어머니가 여성의 육체를 폄하하는 데에 반응해 치욕적이고 혐오스럽다고 생각한다.  토마시가 여성의 나체를 일렬로 세우는 것을 무서워 한다.  토마시와 함께 전원생활을 하면서 가축을 키우고, 글을 읽기에 전념한다.  그동안, 애완 동물을 특별히 사랑하는 데, 이러한 그녀의 행위가 아담과 이브에 의해서 버려진 낙원과 마지막으로 연결되는 통로라고 결론짓는다.

### 사비나
토마시의 정부이면서 가장 가까운 친구이다.  그녀는 가벼움의 극단적인 예로 배신행위에 대해 최고의 만족감을 느낀다.  그녀는 청교도적인 전통과 공산당에 의해 제압받는 어떤 것도 저항한다.  그녀는 종종 굴욕적인 것에 대하여 흥분을 느낀다.

### 프란츠
프란츠는 사비나의 애인으로 제네바 출신의 교수이며 이상주의자이다.  그는 자유롭고 낭만적으로 비참한 체코 출신의 망명자인 사비나에게 홀딱 반한다.  그는 친절하고 동정심이 많은 남성으로 그의 모친과 사비나에게 충성하려고 애쓴다.

### 카레닌
토마시와 테레자의 애완견이다.  암컷이지만 수컷의 이름을 가졌고,  알렉세이 카레닌이 전체 이름으로 안나 카레니나에 나오는 남편을 말한다.  카레닌은 변화를 혐오하는 것을 상징한다.

## 줄거리
주인공 토마시는 프라하의 외과 의사로, 성적으로 자유로운 삶을 살고 있다. 그는 여러 여성을 사랑하며, 사랑에 대해 깊은 감정을 느끼지 않고 단순히 육체적인 쾌락을 추구한다. 그러던 중 테레자라는 여성을 만나 결혼하게 된다. 테레자는 순수하고 사랑을 믿는 인물로, 그녀의 삶은 토마시와의 결혼을 통해 완전히 변화하게 된다.
하지만 토마시의 방탕한 성격은 테레자에게 큰 상처를 주고, 두 사람의 관계는 점차 멀어지게 된다. 토마시는 여전히 다른 여성들과 관계를 맺으며, 그 중 사비나라는 여성이 중요한 역할을 한다. 사비나는 토마시와의 불륜 관계에 빠지며, 그녀 또한 자유롭고 얽매이지 않는 삶을 추구한다.
이 소설의 핵심적인 주제는 '가벼움'과 '무게'이다. '가벼움'은 인생이 끝나면 결국 모든 것이 무의미하다는 관점을 의미하며, '무게'는 모든 선택과 행동이 중요하고 그에 따른 책임을 져야 한다는 입장을 나타낸다. 각 인물은 이 두 가지 개념에 따라 자신만의 방식으로 살아가며 갈등을 겪는다.
또한, 1968년 체코슬로바키아의 프라하의 봄이라는 역사적 배경도 중요한 역할을 한다. 체제에 반대하는 활동에 참여한 토마시와 사비나의 삶은 정치적 압박 속에서 더욱 복잡해지고, 그들의 개인적인 삶은 갈등과 위기에 직면하게 된다.
소설은 각 인물의 내면을 탐구하며, 그들이 서로에게 미치는 영향을 그린다. 이 작품은 인간 존재와 삶의 의미에 대한 깊은 성찰을 제공하며, 사랑과 자유, 선택과 책임에 대해 진지하게 고민하게 만든다.

## 주제

### 가벼움과 무게
소설의 중심 개념 중 하나는 '가벼움'과 '무게'이다. '가벼움'은 인생이 단 한 번뿐이고, 모든 선택과 행동이 결국 무의미하다는 관점에서 비롯된다. 이 때문에, 존재는 가볍고 어떤 선택도 절대적인 의미를 갖지 않는다고 볼 수 있다. 반대로 '무게'는 우리의 선택과 행동이 중요하고, 그에 대한 책임을 져야 한다는 입장이다. '무게'는 우리가 진지하게 삶을 살아가야 한다는 압박을 동반한다. 쿤데라는 이 두 가지 개념을 주인공들과 그들의 선택을 통해 대비시키며, 삶의 진정성과 의미를 탐구한다.

### 자유와 책임
자유는 이 소설에서 중요한 주제이다. 인물들은 각기 다른 방식으로 자유를 추구하며, 그 자유가 개인의 선택에 큰 영향을 미친다. 토마시는 자신의 성적인 자유를 추구하며, 테레자는 자유를 통해 자신을 찾으려 한다. 사비나는 사회적 규범을 거부하며, 프란츠는 고상한 인간으로서의 자유를 꿈꾼다. 그러나 자유는 종종 책임을 동반한다. 자유롭게 살려는 욕망은 그에 대한 책임을 지지 않으면 결국 공허함과 고통을 가져온다. 이 소설은 자유가 무제한적으로 주어지는 것이 아니라, 책임과 함께 동반되어야 한다는 점을 강조한다.

### 사랑과 배신
사랑은 이 소설의 또 다른 중요한 주제이다. 토마시와 테레자, 토마시와 사비나의 관계는 모두 복잡한 사랑의 양상이다. 토마시는 사랑을 단순히 육체적 쾌락으로 여기며, 테레자와의 결혼에서 진정한 사랑을 찾지 않는다. 테레자는 진지한 사랑을 추구하지만, 토마시의 배신과 냉담함으로 인해 상처를 받는다. 또한, 사비나는 사랑과 성적 관계를 통해 자신의 존재를 찾으려 하지만, 결국엔 또 다른 배신을 경험하게 된다. 이처럼, 사랑은 이 소설에서 감정적 혼란과 갈등의 주요 원인으로 작용하며, 인간 관계에서 진정성과 신뢰의 중요성을 일깨운다.

### 존재의 의미
쾌락, 자유, 사랑과 같은 주제들 뒤에는 인간 존재의 의미에 대한 물음이 자리잡고 있다. 쿤데라는 인간 존재가 결국 '가벼움'으로 끝날 수밖에 없다는 비관적인 시각을 제시하면서도, 그럼에도 불구하고 삶의 의미를 찾으려는 인물들의 고군분투를 그린다. 인물들은 각기 다른 방식으로 존재의 의미를 찾으려 하지만, 끝내 '가벼움'과 '무게'의 이중적 딜레마 속에서 갈등하며, 이를 통해 인생의 의미를 고민하게 만든다.

### 정치와 역사
소설은 1968년 체코슬로바키아의 프라하의 봄을 배경으로 한다. 정치적 압박과 사회적 변화는 등장인물들의 삶에 큰 영향을 미친다. 특히, 토마시와 사비나는 체제에 반대하는 활동에 참여하며, 이로 인해 그들의 삶은 더 복잡하고 위태로워진다. 이 역사적 배경은 개인의 자유와 선택이 정치적 현실과 어떻게 얽히는지, 그리고 인간의 자유와 정치적 억압 사이의 긴장감을 탐구하는 데 중요한 역할을 한다.

## 개념 및 내용 해석

### 니체의영원 회귀설
독일어 명제인 에스 무스 자인( es mus sein ) 즉, 필연의 의미인 '그럴 수밖에 없다.' 아인 말 이스트 카인 칼 ( ein mal ist kein mal) 즉, '한번 밖에 없다' 의 삶의 일회성을 의미한다.  또한 에스 퀜테 자인 (es konnte sein)은  '그럴 수도 있다' 의 가능성을 의미한다.  즉, 삶의 일회성이 필연과 가능성인 우연을 만나게 하는 유일한 통로가 된다.  김진영 철학 아카데미 대표는 필연성을 정치의 문제로, 우연성을 사랑의 문제로 귀착된다고 설명한다.

### 삶의 모순
쿤데라는 "무거운 것과 가벼운 것의 모순이 가장 신비롭고 미묘하다" 라고 하며, 그 이유에 대해 무엇이 더 긍정적인지 알 수 없기 때문이라고 주장한다.  인생은 무거운 것인 미래를 위한 삶과 가벼운 것인 현재의 행복을 위한 삶의 모순관계에 있으며 이 두 가지 사이에서 이동하는 것으로 되어 있다.  인생은 허무하지만 반면에 중요성도 갖고 있으며 이것을 소설을 통하여 고찰하였다.  이와 같이 개인의 삶에만 집중한 실존주의 소설이다.

### 체코의 역사
제2차 세계 대전이후 소련의 간섭을 줄곧 받아오던 체코 1968년 봄에 민주화 운동에 성공하였으나 같은 해 8월에 소련의 침공을 받았다.  이 연속적인 일을 통틀어 '프라하의 봄' 이라 일컫는다.  프라하의 봄은 성공으로 시작했지만 실패로 끝난 좌절만을 남기었다.  체코인들은 이념 갈등 속에서 개인적 삶의 기쁨을 누리지 못하였는 데, 쿤데라는 '정치와 이데올로기는 실존의 문제를 은폐한다' 라고 주장한다.  그는 '소설가가 할 일은 이데올로기의 무게를 벗겨내고 생의 가벼움을 발견하는 것이다' 라고 말한다.

## 같이 보기
- 실존주의